# Розлади навчання
Ро́злади навча́ння — медичний термін, який позначає нездатність засвоювати, зберігати або узагальнювати нову інформацію внаслідок недостатності або дефектів уваги, пам'яті, логічного мислення тощо. Враховуючи уточнення, за яким виникає «трудність навчання типовим способом», наявність нездатності не виключає здатності вчитися іншим способом. Таким чином, деяких людей можна більш точно описати як такі, що мають «відмінність у навчанні», це дозволяє уникнути будь-якого неправильного уявлення про нездатність з відсутністю здатності до навчання та можливих негативних стереотипів. Наприклад, у Великій Британії термін «нездатність до навчання» зазвичай належить до розумової відсталості, а такі труднощі, як дислексія та диспраксія, зазвичай називають «труднощами у навчанні».
Хоча нездатність до навчання і розлади навчання часто використовуються як взаємозамінні, вони багато у чому відрізняються. Розлади належать до серйозних проблем із навчанням в академічній сфері. Цих проблем, однак, недостатньо, щоб скласти офіційний діагноз. Нездатність до навчання, з іншого боку, є офіційним клінічним діагнозом, у якому людина відповідає певним критеріям, встановленим професіоналом (наприклад, психологом, психіатром, логопедом чи педіатром). Різниця полягає у ступені, частоті й інтенсивності симптомів і проблем, тому їх не слід плутати. Коли використовується термін «розлад навчання», він описує групу розладів, що характеризуються неадекватним розвитком певних академічних, мовних і мовленнєвих навичок. Типи розладів навчання включають читання (дислексія), арифметику (дискалькулія) та письмо (дисграфія).
У Міжнародній класифікації хвороб труднощі навчання визначаються як розлади розвитку шкільних навичок, що виникають через розлади в обробці когнітивної інформації, причому розлади ранні, а не набуті (тобто які виникли після якоїсь травми чи якогось спеціального випадку). До труднощів навчання не відносять проблеми, викликані неправильним навчанням, хворобою чи розумовою відсталістю.
Через це розлади у здібності отримувати й обробляти інформацію людині може бути проблематично вчитися так само швидко або взагалі так само, як і тому, хто не страждає від розладів здатності до навчання. Людям з обмеженими можливостями навчання важко виконувати певні типи завдань, якщо їм надається можливість розібратися у всьому самостійно або якщо їх навчають традиційними способами.
Люди з обмеженими можливостями навчання можуть стикатися з унікальними проблемами, які часто виникають упродовж усього життя. Залежно від типу та серйозності нездатності можна використовувати різні втручання та сучасні технології, щоб допомогти людині опанувати стратегії, які сприятимуть успіху у майбутньому. Втручання сильно різняться за рівнем складності та кількістю залучених осіб — можуть бути залучені, наприклад, інші учні, від яких залежить підтримка у класі, педагоги, батьки. Багатопрофільна команда часто допомагає розробити втручання та координувати його виконання з вчителями та батьками. До цієї команди часто входять шкільні психологи, спеціальні педагоги, логопеди (дефектологи), ерготерапевти, психологи, тренери з навчання грамоти та/або фахівці з читання.
Поширена хибна думка про людей з обмеженими здібностями до навчання полягає в тому, що вони переростають їх у міру дорослішання. Часто це не так, і більшості дорослих з обмеженими можливостями навчання, як і раніше, потрібні ресурси та догляд, щоб впоратися зі своїми особливостями.

## Визначення
Питання про визначення нездатності до навчання викликало серйозні та тривалі суперечки. Термін «розлади навчання» відсутній у DSM-IV, але його додано до DSM-5. DSM-5 не обмежує розлади навчання конкретним типом, як-от читання, математика або письмове мовлення. Навпаки, це єдиний діагностичний критерій, що описує недоліки в загальних академічних навичках й охоплює докладні характеристики для розділів читання, математики та писемного мовлення.
У США та Канаді терміни «нездатність до навчання» та «розлади навчання» належать до групи розладів, які впливають на широкий спектр академічних і функціональних навичок, зокрема здатність говорити, слухати, читати, писати, вимовляти літери, розмірковувати, організовувати інформацію, виконувати математичні дії. Інтелект людей з обмеженими можливостями навчання, як правило, середній або вищий за середній.
У Великій Британії такі терміни, як специфічні труднощі у навчанні (specific learning difficulty, SpLD), дислексія, диспраксія та дискалькулія використовуються для позначення низки труднощів у навчанні, які у США називаються «нездатністю до навчання». У Великій Британії термін «нездатність до навчання» належить до цілої низки відхилень у розвитку або станів, які майже завжди пов'язані з більш серйозними когнітивними генералізованими розладами. «The Lancet» визначає «нездатність до навчання» як «значний загальний розлад інтелектуального функціонування, набуте у дитинстві», і стверджує, що воно є приблизно у кожного 50 дорослого британця.
У Японії визнання та підтримка учнів з обмеженими здібностями до навчання з'явилися відносно нещодавно і значно поліпшились з початку XIX століття. Перше визначення нездатності до навчання запропонували у 1999 році, а у 2001 році створили Проєкт щодо покращення системи підтримки учнів з обмеженими можливостями навчання. З того часу зроблено значні зусилля з обстеження дітей щодо розладів навчання, забезпечення подальшої підтримки та налагодження контактів між школами та фахівцями.

## Наслідки
Наслідки нездатності до навчання або відмінності в навчанні не обмежуються результатами навчання: люди з обмеженими здібностями до навчання можуть також мати соціальні проблеми. Нейропсихологічні відмінності можуть спричинити точне сприйняття соціальних сигналів від однолітків. Дослідники стверджують, що люди з обмеженими можливостями навчання зазнають негативних наслідків не тільки через свої різниці в навчанні, а й через те, що мають на собі стигматичний ярлик. Як правило, важко визначити ефективність послуг спеціальної освіти через обмеженість даних і методологічні обмеження. Нові дослідження показують, що підлітки з обмеженими можливостями навчання мають нижчі академічні успіхи навіть у порівнянні з однолітками, які пішли до старшої школи з аналогічним рівнем успішності та такою ж поведінкою. Ймовірно, їхні нижчі результати можуть бути наслідком нижчих очікувань вчителів; зібрані у США дані показують, що очікування вчителів від учнів з обмеженими можливостями навчання не відповідають їхньому академічному потенціалу (про що свідчать результати тестів та поведінка під час навчання).
Провели безліч досліджень для оцінки кореляції між нездатністю до навчання та самооцінкою. Ці дослідження показали, що на самооцінку людини справді впливає її власне усвідомлення своєї нездатності до навчання. Студенти з позитивним сприйняттям своїх академічних здібностей, як правило, мають вищу самооцінку, ніж ті, хто має інше сприйняття, незалежно від їхніх фактичних академічних досягнень. Однак дослідження також показали, що на самооцінку можуть впливати декілька інших факторів. Навички у неакадемічних галузях, як-от легка атлетика та мистецтво, підвищують самооцінку. Крім того, показано, що позитивне сприйняття своєї зовнішності також призводить до підвищення самооцінки. Ще одним важливим відкриттям є те, що учні з обмеженими можливостями навчання здатні розрізняти академічні навички й інтелектуальні здібності. Це показує, що студенти, які визнають свої академічні обмеження, але також усвідомлюють свій потенціал для досягнення успіху в інших інтелектуальних завданнях, вважають себе інтелектуально компетентними людьми, що підвищує їхню самооцінку.
Дослідження за участю людей з обмеженими можливостями навчання, які демонструють складну поведінку та яких згодом лікували антипсихотичними препаратами, дають мало доказів того, що переваги переважують ризики.

## Причини
Причини нездатності до навчання недостатньо вивчені, іноді очевидна причина нездатності до навчання відсутня. Однак серед деяких причин неврологічних порушень виокремлюють:
- Спадковість і генетику. Нездатність до навчання часто пов'язана з генетикою та передається у спадок. У дітей з обмеженими здібностями до навчання часто є батьки, які мають ті ж труднощі. У США діти батьків, які відвідували школу менше ніж 12 років, більш схильні до розладу читання. Деякі діти мають спонтанні мутації (тобто такі, що не присутні в жодного з батьків), які можуть викликати розладу розвитку, зокрема труднощі у навчанні[17]. Одне дослідження[18] показало, що приблизно в одного з 300 дітей були такі спонтанні мутації, наприклад, дефект у гені CDK13, який пов'язаний з труднощами у навчанні та спілкуванні у вражених дітей[19].
- Проблеми під час вагітності та пологів. Нездатність до навчання може бути результатом аномалій розвитку мозку, хвороби чи травми. Факторами ризику є вплив алкоголю або наркотиків на плід та низьку вагу при народженні (1,4 кг або менше). Такі діти схильні до розвитку нездатності до математики чи читання. У дітей, народжених передчасно, пізно, з тривалішими пологами, ніж зазвичай, або з кисневим голодуванням у процесі пологів, з більшою ймовірністю розвинеться нездатність до навчання[17].
- Нещасні випадки після народження: нездатність до навчання також може бути викликано травмами голови, недоїданням або впливом токсичних речовин (як-от важкі метали або пестициди)[20][21].

## Діагноз

### Невідповідність IQ досягненням
Розлади навчання можуть виявити психіатри, логопеди, шкільні психологи, клінічні психологи, психологи-консультанти, нейропсихологи, дефектологи й інші фахівці з розладів навчання за допомогою комбінації тестування інтелекту, тестування успішності, успішності у класі та соціальної взаємодії. Серед іншої галузі оцінки можуть бути сприйняття, пізнання, пам'ять, увага та мовні здібності. Отримана інформація використовується для визначення чи відповідає успішність дитини його когнітивним здібностям. Якщо когнітивні здібності дитини набагато вищі, ніж його академічна успішність, учню у США й інших країнах можуть поставити діагноз «розлади навчання». Таким чином DSM-IV та багато шкільних систем та державних програм діагностують нездатність до навчання (DSM-IV використовує термін «розлади», а не «нездатність»).
Хоча модель невідповідності домінувала у шкільній системі протягом багатьох років, дослідники критикували цей підхід. Нещодавні дослідження надали мало доказів того, що невідповідність між формально виміряним IQ та досягненнями є явним показником розладів здатності до навчання. Щобільше, встановлення діагнозу на підставі невідповідності не дозволяє передбачити ефективність лікування. Особи з низькою успішністю, у яких показники IQ також низькі, мабуть, отримують користь від лікування такою ж мірою, як і особи з низькою успішністю, у яких показники IQ вищі, ніж їхня передбачувана академічна успішність.
З 1998 року робилися спроби створити еталонний індекс, корисніший ніж IQ, щоб одержати прогнозовані результати тестів досягнень. Наприклад, для учня, чий словниковий запас та загальні знання збігаються з його оцінкою розуміння прочитаного, вчитель може припустити, що розуміння прочитаного може бути підтримане роботою над словниковим запасом та загальними знаннями. Якщо оцінка розуміння прочитаного нижче у відповідному статистичному значенні, необхідно спочатку виключити такі ситуації, як можливі проблеми із зором.

### Відповідь на втручання
Багато поточних досліджень США були зосереджені на діагностичному процесі, орієнтованому лікуванні, знаному як відповідь на втручання. Серед рекомендацій дослідників щодо впровадження такої моделі є ранній скринінг для всіх учнів, у яких виникають труднощі, основані на дослідженнях програми раннього втручання, а не на очікування, поки вони відповідатимуть діагностичним критеріям. Роботу з ними можна ретельно контролювати, щоб визначити, чи все більш інтенсивне втручання приводить до адекватного прогресу. Для тих, хто матиме результат, подальше втручання не знадобиться; ті, кому не допоможе навчання у звичайному класі і більш інтенсивне втручання («втручання другого рівня») можуть бути спрямовані на отримання додаткової допомоги через спеціальну освіту, і в цьому випадку їх часто ідентифікують з розладами навчання. Деякі моделі відповіді на втручання містять третій рівень втручання до того, як у дитини виявлять нездатність до навчання.
Основна перевага такої моделі полягає в тому, що не потрібно чекати, поки дитина відстане досить сильно, щоб претендувати на отримання допомоги. Це може дозволити більшій кількості дітей отримати допомогу до того, як вони зіткнуться з серйозною невдачею, що, своєю чергою, може призвести до того, що менше дітей потребуватимуть інтенсивних і дорогих послуг спеціальної освіти. Наразі ця модель є основним засобом виявлення нездатності до навчання у Флориді.
Цей процес не бере до уваги індивідуальні нейропсихологічні фактори дітей, як-от фонологічна обізнаність і пам'ять, які можуть допомогти у навчанні. Попри конкретні когнітивні процеси, модель відповіді на втручання не може інформувати педагогів про відносно сильні та слабкі сторони учнів. Модель за своїм задумом вимагає багато часу, часто місяці, перш ніж дозволяє знайти відповідний рівень втручання. Крім того, перш ніж учнів можуть ідентифікувати з розладами навчання, потрібно проходження через об'ємну освітню програму.
У програмі беруть участь вчителі разом з іншими кваліфікованими фахівцями, наприклад, з ерготерапевтами. Ерготерапевти, зокрема, можуть підтримувати учнів в освітньому середовищі, допомагаючи дітям в академічних і неакадемічних галузях школи, включно з класною кімнатою, перервами та часом їди. Вони можуть надати стратегії, терапевтичні втручання, пропозиції щодо адаптивного обладнання та модифікацій навколишнього середовища.

### Оцінка
Для оцінки навичок в основних академічних галузях можна використовувати множину нормованих оцінок: читання, включно з розпізнаванням слів, швидкістю мовлення та розуміння; математика, включно з обчисленням та розв'язанням завдань; та письмове вираження, включно з почерком, правописом і складом.
Мета оцінки полягає в тому, щоб визначити, що необхідно для втручання, що також потребує обліку контекстуальних змінних і наявності супутніх розладів, які також необхідно виявити та лікувати, як-от поведінкові проблеми чи затримки мовлення. Ці контекстуальні змінні часто оцінюються з використанням анкет для батьків і вчителів, які оцінюють поведінку учнів і порівнюють її зі стандартними нормами.
Однак слід бути обережним за наявності підозри, що у людини з розладами навчання також є розумова відсталість, зокрема тому, що люди з синдромом Дауна можуть мати нейроанатомічний профіль захворювання, але не пов'язані з ним клінічні ознаки та симптоми. Можна провести обстеження виконавчих функцій, і навіть соціальних і когнітивних здібностей, але може знадобитися адаптація стандартизованих тестів для врахування особливих потреб.

## Типи
Нездатність до навчання може бути класифікована або за типом обробки інформації, на яку впливає нездатність, або за конкретними труднощами, спричиненими дефіцитом обробки інформації.

### За стадією обробки інформації
Розлади навчання поділяють на широкі категорії, що ґрунтуються на чотирьох етапах обробки інформації, які використовують у навчанні: введення, інтеграція, зберігання та виведення. Багато розладів навчання є сукупністю кількох типів аномалій, що виникають одночасно, у поєднанні з соціальними труднощами й емоційними або поведінковими розладами.
- Вхід: це інформація, яка сприймається органами чуття, як-от зорове та слухове сприйняття. Проблеми з зоровим сприйняттям можуть викликати проблеми з розпізнаванням форми, положення чи розміру видимих предметів. У людини можуть бути проблеми із секвенуванням, які можуть бути пов'язані з дефіцитом обробки часових інтервалів або тимчасового сприйняття. Труднощі зі слуховим сприйняттям можуть утруднити відсіювання конкурентних звуків, щоб зосередитися одному з них, наприклад, на звуку голосу вчителя у класі. Деякі діти, здається, не здатні обробляти тактильну інформацію. Наприклад, вони можуть здаватися нечутливими до болю чи не любити дотик.
- Інтеграція: це етап, на якому сприйнята інформація інтерпретується, класифікується, міститься в послідовності або пов'язується з попереднім навчанням. Учні з проблемами у цій сфері можуть бути неспроможними розповісти історію у правильній послідовності, неспроможними запам'ятати послідовність інформації, як-от дні тижня. Вони можуть бути спроможними зрозуміти нову концепцію, але не зможуть узагальнити її на інші галузі навчання, або можуть бути здатні вивчати факти, але не зможуть скласти факти разом, щоб побачити «загальну картину». Поганий словниковий запас може сприяти проблемам із розумінням.
- Пам'ять: проблеми з пам'яттю можуть виникати як із короткочасною або робочою пам'яттю, так і з довготривалою пам'яттю. Більшість проблем із пам'яттю пов'язані з короткочасною пам'яттю, що може утруднити вивчення нового матеріалу через потребу у більшій кількості повторень, ніж зазвичай. Проблеми з зоровою пам'яттю можуть перешкодити навчанню правопису.
- Вихід: інформація надходить із мозку або через слова, тобто через мову, або через м'язову діяльність, таку як жестикуляція, письмо або малювання. Труднощі з мовним висновком можуть створити проблеми з розмовною мовою. До таких труднощів відноситься відповідь на питання на вимогу, при якому потрібно витягти інформацію зі сховища, організувати свої думки та надіслати думки в слова, перш ніж говорити. З тих же причин може виникати проблема з письмовим мовленням. Проблеми з моторикою можуть викликати проблеми з великою та дрібною моторикою. Люди з проблемами великої моторики можуть бути незграбними, тобто спотикатися, падати чи натикатися на предмети. У них також можуть бути проблеми з бігом, скелелазінням або навчанням їзди на велосипеді. У людей з розладами дрібної моторики можуть виникнути проблеми з письмом, застібуванням сорочок або зав'язуванням шнурків.

### За функціональним розладом
Недоліки в будь-якій галузі обробки інформації можуть виявлятися в багатьох конкретних розладах навчання. Людина може мати більше одного з цих труднощів. Це називається коморбідністю або поєднанням розладів учня. У Великій Британії термін подвійний діагноз часто використовується для позначення одночасного виникнення кількох труднощів у навчанні.

#### Розлад читання (коди за МКХ-10 та DSM-IV: F81.0/315.00)
Розлад читання є найбільш поширеним розладом навчання. З усіх учнів з особливими труднощами навчання 70-80 % мають дефіцит навчання читання. Термін «дислексія» часто вживається як синонім розладу читання; однак багато дослідників стверджують, що існують різні типи розладів читання, одним із яких є дислексія. Розлад читання може вплинути на будь-яку частину процесу читання, зокрема труднощі з точним або побіжним розпізнаванням слів або з тим, і з іншим, з декодуванням слів, швидкістю читання, просодією (читанням вголос з виразом) і з розумінням прочитаного. До того, як термін «дислексія» став знаним, цю нездатність до навчання називали «словесною сліпотою».
Серед загальних ознак розладу читання є труднощі з фонематичним сприйняттям — здатність розбивати слова на їхні складові звуки та труднощі зі зіставленням літерних комбінацій з певними звуками (відповідність звуку та символу).

#### Розлади писемного мовлення (коди 315.2 за МКХ-10 та DSM-IV-TR)
Критерії DSM-IV-TR для розладу писемного мовлення — це навички письма (вимірювані за допомогою стандартизованого тесту або функціональної оцінки), які значно нижчі за очікувані, виходячи з хронологічного віку людини, виміряного інтелекту та відповідного віку освіти (критерій А). Ця проблема також повинна призводити до значного погіршення успішності та погіршення виконання завдань, що вимагають складання письмового тексту (критерій B), а за наявності сенсорного дефіциту труднощі з навичками письма повинні перевищувати труднощі, зазвичай пов'язані з сенсорним дефіцитом (критерій C).
Особи з діагнозом розладу письмового висловлювання зазвичай мають поєднання труднощів у своїх здібностях до письмового виразу, про що свідчать граматичні та пунктуаційні помилки у реченнях, погана організація абзацу, множинні орфографічні помилки та надмірно поганий почерк. Розлади орфографії чи почерку без інших труднощів письмового висловлювання зазвичай підходить для постановки цього діагнозу. Якщо поганий почерк пов'язаний з розладом координації рухів людини, слід розглянути діагноз розлади розвитку координації.
Низка організацій використовує термін «дисграфія» як загальний термін для всіх розладів писемного мовлення.

#### Нездатність до математики (коди F81.2-3/315.1 за МКХ-10 та DSM-IV)
Іноді звана дискалькулією, нездатність до математики пов'язана з такими труднощами, як вивчення математичних понять (як-от кількість, розрядне значення та час), труднощі із запам'ятовуванням математичних фактів, труднощами з організацією чисел і розумінням того, як завдання організовані на сторінці. Людей з дискалькулією можуть називати людьми з поганим «відчуттям числа».

#### Поза МКБ-10/DSM
Невербальна нездатність до навчання: часто проявляється у руховій незграбності, поганих зорово-просторових навичках, проблемних соціальних стосунках, труднощах з математикою та поганих організаційних навичках. Люди з цією нездатністю часто мають особливі сильні сторони у вербальній сфері, включно з раннім мовленням, великим словниковим запасом, ранніми навичками читання та правопису, відмінну механічну та слухову пам'ять, а також промовисте самовираження.

## Компенсаторні навички
У можливі компенсаторні навички входять:
- Модель майстерності:
  - Учні працюють на рівні майстерності.
  - Вправляються
  - Отримують базові навички, перш ніж перейти на наступний рівень
    - Примітка: цей підхід, швидше за все, використовуватиметься з дорослими учнями або поза звичайною шкільною системою.
- Пряме навчання[en][44]:
  - Уроки ретельно плануються, навчальні навички дозуються невеликими порціями.
  - Уроки йдуть за запланованим сценарієм
  - Швидка взаємодія між учителем й учнями
  - Негайне виправлення помилок
  - Групування за досягненнями
  - Часті оцінки досягнень
- Зміни у класі:
  - Спеціальні місця у класі
  - Альтернативні чи змінені завдання
  - Модифіковані процедури тестування
  - Спокійна обстава
- Спеціальне обладнання:
  - Текстові процесори з перевіркою орфографії та словниками
  - Програми перетворення тексту на мовлення та мови на текст
  - Калькулятори, що говорять
  - Книги в аудіозаписі
  - Навчання на комп'ютері
- Помічники у класі:
  - Провідні записи
  - Читачі
  - Коректори
  - Писарі
- Спеціальна освіта:
  - Призначені години у ресурсній кімнаті
  - Розміщення у ресурсній кімнаті[45]
  - Зарахування до спеціальної школи або окремого класу у звичайній школі[46] для учнів з обмеженими можливостями навчання
  - Індивідуальний план навчання (ІПО)
  - Освітня терапія

Штернберг стверджував, що рання корекція може значно скоротити кількість дітей, які відповідають діагностичним критеріям нездатності до навчання. Він також припустив, що зосередження уваги на розладах навчання та наданні пристосувань у школі не враховує, що люди мають низку сильних і слабких сторін, і робить надмірний акцент на успішності, наполягаючи на тому, щоб люди отримували додаткову підтримку в цій галузі, але не у музиці чи спорті. Інше дослідження визначило використання ресурсних кімнат як важливий, але часто політизований компонент навчання учнів з обмеженими можливостями навчання.

## Критика медичної моделі
Теорія нездатності до навчання основана на медичній моделі інвалідності, у якій нездатність (інвалідність) сприймається як індивідуальний дефіцит біологічного походження. Дослідники, які працюють у рамках соціальної моделі інвалідності, стверджують, що існують соціальні або структурні причини інвалідності або присвоєння ярлика інвалідності, і навіть що інвалідність як поняття повністю соціально сконструйована. З початку XIX століття освіта у США була спрямована на підготовку громадян, які можуть ефективно робити внесок у капіталістичне суспільство, з премією за ефективність та науку. З іншого боку, в аграрних культурах здатність до навчання зовсім не розглядається як міра адекватності дорослих, тоді як у західних капіталістичних суспільствах стає важливим діагноз нездатності до навчання через те, що велике значення надається швидкості читання, грамотності та вмінню рахувати — як на роботі, так і в школі.
Педагоги лише недавно почали вивчати вплив культури на труднощі навчання. Якщо вчитель ігнорує культурне розмаїття учня, учень страждатиме у класі. «Культурний репертуар учнів з культурним розладом навчання впливає на їхнє навчання, успішність у школі та поведінка у класі». Такі учні можуть не досягати успіху в класі, і тому їм буде поставлено неправильний діагноз: «Загалом дані [у США] вказують на те, що існує постійне занепокоєння з приводу неправильного діагнозу та неналежного поміщення учнів з різних верств суспільства у спеціальні навчальні класи з 1975 року».

## Контраст з іншими станами
Люди з IQ нижче 70 зазвичай характеризуються розумовою відсталістю і підпадають під більшість визначень нездатності до навчання, оскільки вважається, що й труднощі у навчанні безпосередньо пов'язані зі їхнім загальним низьким інтелектом.
Синдром порушення активності та уваги (СПАУ) часто вивчається у зв'язку з розладами навчання, але насправді він не включений до стандартних визначень розладів навчання. Люди з СПАУ можуть мати труднощі з навчанням, але часто можуть адекватно вчитися після успішного лікування СПАУ. Людина може мати СПАУ, але не мати розладів навчання, або мати, але не мати СПАУ. Стани можуть поєднуватися.
Люди з діагнозом СПАУ іноді мають проблеми із навчанням. Деякі труднощі, з якими стикаються люди із СПАУ, можуть включати відсутність мотивації, високий рівень тривоги та нездатність обробляти інформацію. Є дослідження, які показують, що люди зі СПАУ, як правило, позитивно ставляться до навчання та за допомогою ліків і розвинених навичок навчання можуть працювати так само добре, як люди без розладів навчання. Крім того, використання альтернативних джерел збору інформації, як-от вебсайти, навчальні групи та навчальні центри, може допомогти людині з СПАУ досягти академічного успіху.
До відкриття СПАУ технічно він був включений у визначення нездатності до навчання, оскільки дуже впливає на «виконавчі функції», необхідні для навчання. Таким чином, історично СПАУ не відрізнявся чітко від інших розладів, пов'язаних із навчанням. Тому, коли у людини виникають труднощі у навчанні, слід також враховувати СПАУ. Наукові дослідження продовжують вивчати особливості, труднощі, ефективні стилі навчання та супутні розлади особистості у людей зі СПАУ.